# Shenmue I & II
Shenmue I & II — переиздание дилогии игр Shenmue: Shenmue и Shenmue II. Разработкой переиздания занималась британская студия d3t, а её изданием — компания Sega. Переиздание вышло 21 августа 2018 на платформах PlayStation 4, Xbox One и Windows. Его жанр — приключенческая игра и RPG в открытом мире.

## Разработка
14 апреля 2018 года издатель компьютерных игр Sega поделился с сайтами про компьютерные игры новостями, что в этом году выйдет сборник игр Shenmue I & II, разработчиками переиздания игр будет студия d3t. Сами же обновлённые игры будут отличаться от оригинала поддержкой современных консолей (PlayStation 4, Xbox One) и ПК (Windows), улучшенным интерфейсом, возможностью выбора озвучки (которых теперь будет две, английская и японская) и схемы управления (оригинальной и новой). В июле 2018 года в цифровых магазинах Windows Store и PlayStation Store появилась дата выхода 21 августа 2018 года, в этом же месяца издатель подтвердил, что игры выйдут в этот срок. Сборник вышел в срок.

## Отзывы
| Сводный рейтинг | Сводный рейтинг                        |
| Агрегатор       | Оценка                                 |
| --------------- | -------------------------------------- |
| GameRankings    | - (PC) 74,80 % - (PS4) 74,14 %         |
| Metacritic      | (PC) 76/100 (PS4) 75/100 (XONE) 72/100 |
| OpenCritic      | 73/100                                 |
| «Критиканство»  | 83/100                                 |